# European Sevens Championship Femenino 2010
El European Sevens Championship Femenino de 2010 fue la octava edición del campeonato de selecciones nacionales femeninas europeas de rugby 7.

## Fase de grupos

### Grupo A
| Equipo     | Encuentros | Encuentros | Encuentros | Encuentros | Tantos  | Tantos    | Tantos     | Puntos |
| Equipo     | jugados    | ganados    | empatados  | perdidos   | a favor | en contra | diferencia | Puntos |
| ---------- | ---------- | ---------- | ---------- | ---------- | ------- | --------- | ---------- | ------ |
| Italia     | 4          | 3          | 1          | 0          | 77      | 19        | +58        | 11     |
| Francia    | 4          | 3          | 1          | 0          | 78      | 34        | +44        | 11     |
| Inglaterra | 4          | 2          | 0          | 2          | 102     | 34        | +68        | 8      |
| Alemania   | 4          | 1          | 0          | 3          | 40      | 110       | -70        | 6      |
| Suecia     | 4          | 0          | 0          | 4          | 17      | 117       | -100       | 4      |

### Grupo B
| Equipo       | Encuentros | Encuentros | Encuentros | Encuentros | Tantos  | Tantos    | Tantos     | Puntos |
| Equipo       | jugados    | ganados    | empatados  | perdidos   | a favor | en contra | diferencia | Puntos |
| ------------ | ---------- | ---------- | ---------- | ---------- | ------- | --------- | ---------- | ------ |
| España       | 4          | 4          | 0          | 0          | 116     | 12        | +104       | 12     |
| Países Bajos | 4          | 3          | 0          | 1          | 71      | 46        | +25        | 10     |
| Rusia        | 4          | 1          | 1          | 2          | 48      | 49        | -1         | 7      |
| Italia       | 4          | 1          | 1          | 2          | 45      | 55        | -10        | 7      |
| Finlandia    | 4          | 0          | 0          | 4          | 12      | 130       | -118       | 4      |

## Fase Final

#### Copa de oro
|  | Semifinales  | Semifinales  | Semifinales  |              |        | Copa         | Copa         | Copa         |  |
|  |              |              |              |              |        |              |              |              |  |
|  |              |              |              |              |        |              |              |              |  |
|  | España       | España       | 21           |              |        |              |              |              |  |
|  | España       | España       | 21           |              |        |              |              |              |  |
|  | Francia      | Francia      | 0            |              |        |              |              |              |  |
|  | Francia      | Francia      | 0            |              | España | España       | 28           |              |  |
|  |              |              |              |              | España | España       | 28           |              |  |
|  |              |              | Países Bajos | Países Bajos | 12     |              |              |              |  |
|  | Países Bajos | Países Bajos | Países Bajos | Países Bajos | 12     | 21           |              |              |  |
|  | Países Bajos | Países Bajos |              |              |        | 21           |              |              |  |
|  | Italia       | Italia       | 15           |              |        | Tercer lugar | Tercer lugar | Tercer lugar |  |
|  | Italia       | Italia       | 15           |              |        | Tercer lugar | Tercer lugar | Tercer lugar |  |
|  |              |              |              |              |        |              |              |              |  |
|  |              |              |              |              |        | Francia      | Francia      | 12           |  |
|  |              |              |              |              |        | Francia      | Francia      | 12           |  |
|  |              |              |              |              |        | Italia       | Italia       | 0            |  |
|  |              |              |              |              |        | Italia       | Italia       | 0            |  |
|  |              |              |              |              |        |              |              |              |  |

| Bandera de España |
| Campeón España    |
| Segundo título    |